# Provinzbibliothek der Kapuziner Innsbruck

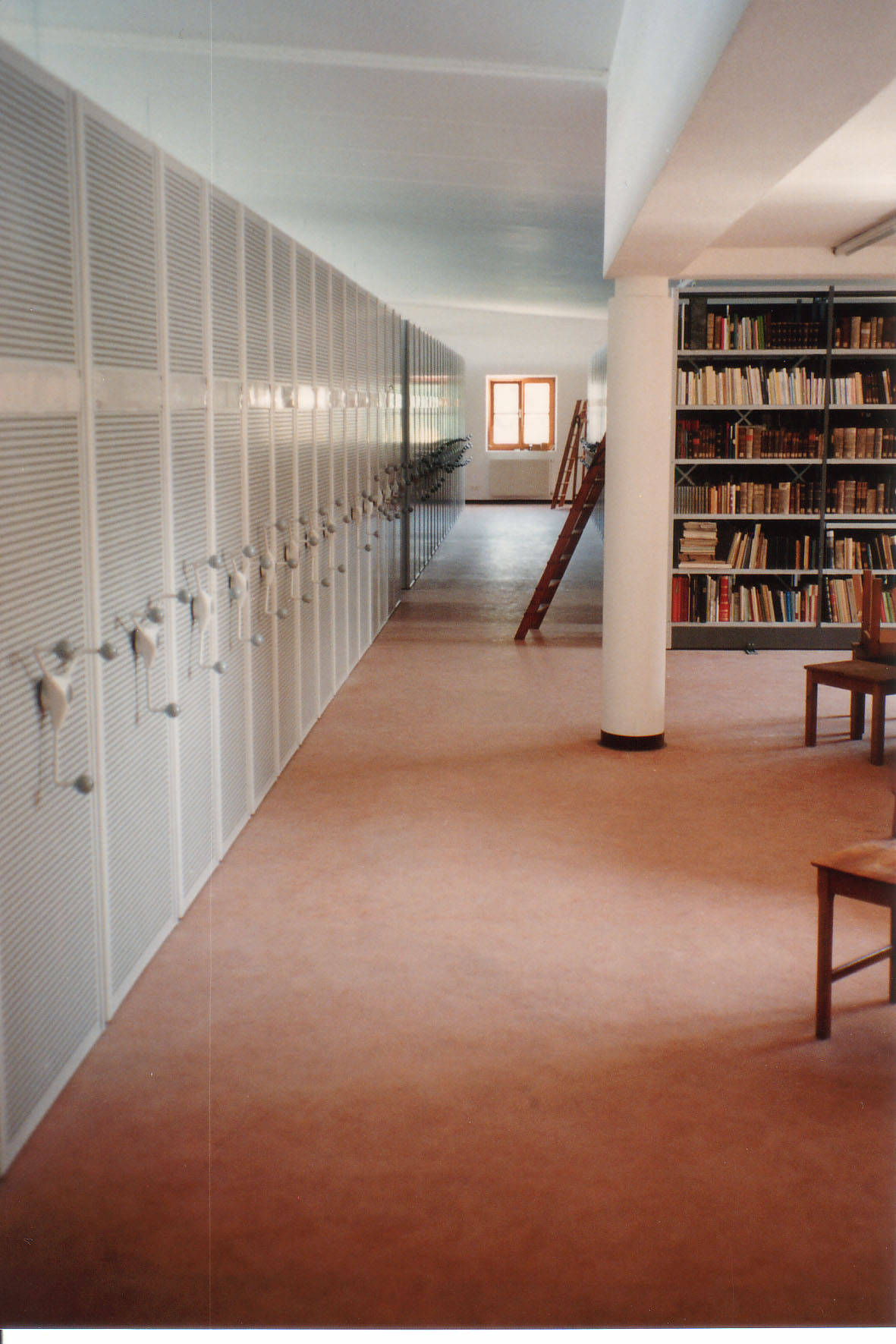
Das 1993/94 neuerrichtete Magazin der Provinzbibliothek der Kapuziner in Innsbruck.

Die Provinzbibliothek der Kapuziner Innsbruck ist die Bibliothek der Kapuzinerprovinz Österreich-Südtirol im Kapuzinerkloster Innsbruck in der Stadt Innsbruck in Tirol.

## Lage
Die Provinzbibliothek ist räumlich Bestandteil des Kapuzinerklosters an der Nordseite des Klosters untergebracht und über die Pforte des Klosters erreichbar.

## Geschichte
Erster schriftlicher Beleg für die Existenz einer Bibliothek im Kapuzinerkloster Innsbruck ist der Kammerbefehl von Erzherzog Maximilian III. vom 13. September 1604. Er ordnete an, dass für die Anschaffung von Büchern für die Klosterbibliothek die Rechnung zu bezahlen ist.
Durch die Erhebung des Kapuzinerklosters Innsbruck zum Studienkloster im Jahr 1615 wurde die Bibliothek zu einem wichtigen Ort der Wissensvermittlung. Für die Ausbildung von Volkspredigern und Beichtvätern war es notwendig, Fachliteratur in den Bereichen Dogmatik, Kanonistik, Moraltheologie, Kirchengeschichte und Homiletik anzuschaffen.
Den Verordnungen des Provinzkapitels von 1623 folgend, wurde auch in Innsbruck ein Bibliothekar nominiert, der die Bibliothek verwaltet. Das Verbot, Bücher aus der Klosterbibliothek auszuleihen oder zu verschenken, wurde auf dem Provinzkapitel 1653 in Braunau am Inn bekräftigt.
Das Zeitalter des Josephinismus brachte 1783 die Aufhebung  der Innsbrucker Hauslehranstalt und 1787 die Aufhebung des Kapuzinerklosters Innsbruck. Die Buchbestände der Kapuzinerbibliothek kamen in das Lyzeum, die heutige Universitäts- und Landesbibliothek Tirol.
Nach Rückgabe des Klosters 1802 nahm 1833 die Hauslehranstalt im Kapuzinerkloster Innsbruck ihren theologischen Studienbetrieb wieder auf. 1876 wurde an der Nordostseite des Klosters eine neue Klosterbibliothek errichtet, die 1907 etwa 10500 Bücher umfasste.
Die Zeit des Zweiten Weltkrieges brachte 1940 die erneute Aufhebung des Kapuzinerklosters Innsbruck. Wertvolle Bestände der Klosterbibliothek wurden in Frastanz vernichtet.
Mit der Generalsanierung des Kapuzinerklosters Innsbruck 1993/94 wurden für Bibliothek und Archiv neue Räumlichkeiten geschaffen. Die Bibliothek wurde als Provinzbibliothek der Nordtiroler Kapuzinerprovinz errichtet. Durch den Zusammenschluss der Wiener mit der Nordtiroler Kapuzinerprovinz 2007 wurde sie zur Provinzbibliothek der Österreichischen Kapuzinerprovinz. Seit dem Zusammenschluss der Österreichischen Kapuzinerprovinz mit der Kapuzinerprovinz Brixen zur Kapuzinerprovinz Österreich-Südtirol 2011 verfügt die Provinz über zwei Provinzbibliotheken, eine in Innsbruck und eine in Brixen.
Die Bibliothek untersteht dem Provinzial, der dafür Sorge trägt, dass die finanzielle Unterstützung gesichert ist und die Richtlinien eingehalten werden.

## Bibliothekare seit 1886
- 1886–1897 P. Michael Hetzenauer von Zell bei Kufstein
- 1897–1898 P. Raphael Hutter von Fulpmes
- 1898–1899 P. Gotthard Pfeiffer von Schwaz
- 1899–1901 P. Sigismund Ruschitzka von München
- 1901–1902 P. Michael Hetzenauer von Zell bei Kufstein
- 1902–1907 P. Simon Lungkofler von Abfaltersbach
- 1907–1912 P. Celerin Thaler von Brixen
- 1912–1914 P. Antonin Kasseroler von Gufidaun
- 1914–1918 P. Virgil Wass von Werfenweng
- 1918–1923 P. Josef Cupertin Braun von Riedlingen
- 1923–1924 P. Virgil Wass von Werfenweng
- 1924–1925 P. Mansuet Sax von Sulzbach
- 1925–1927 P. Valerian Vieider von Innsbruck
- 1927–1935 P. Sebald Sakowski von Langenberg
- 1935–1937 P. Virgil Wass von Werfenweng
- 1937–1940 P. Titus Egle von Koblach
- 1945–1956 P. Kilian Gut von Klaus
- 1956–1965 P. Andreas Weiß von Werfen
- 1966–2002 Br. Hans Norbert Huber von Brixen
- 2003 –    Manfred Massani

## Aufgaben
- Bestandsaufbau: Schwerpunkte liegen in der Sammlung von Werken, die Ausdruck franziskanischer Spiritualität sind, von Nachschlagewerken vor allem aus den Bereichen der Bibelwissenschaft und der Theologie und von Werken von Schriftstellern des Kapuzinerordens, insbesondere der eigenen Kapuzinerprovinz.
- Kulturgut Buch: Ver- und Bewahrung der ältesten Buchbestände der Kapuzinerprovinz, Beratung des Provinzials im Falle der Auflösung von Niederlassungen hinsichtlich der Weiterverwendung des Buchbestandes und der Guardiane in bibliothekarischen Fragen sind neben der Schaffung von Wertschätzung gegenüber dem Kulturgut Buch in diesem Bereich wichtige Aufgaben.
- Erschließung: Der Bibliothekar hat den Auftrag, das Nachschlagen und die Befragung des Buchbestandes zu erleichtern. Dies geschieht durch zwei Online-Kataloge und zwei Zettelkataloge.
- Öffentlichkeitsarbeit: Die Bibliothek bietet die Möglichkeit, sich aktuelle Literatur zu entlehnen. Es werden Führungen in den Bereichen Kirche, Kloster und Bibliothek für Schulklassen angeboten. Papierschöpfen und mittelalterliches Schreiben mit Tinte und Feder sollen Kindern und Jugendlichen auf praktische Art und Weise ermöglichen, einen Blick auf die Geschichte des Buches zu werfen. Dies sind zwei von mehreren Veranstaltungen, die jedes Jahr durchgeführt werden.
- Vernetzung: Aus der globalen Präsenz des Kapuzinerordens resultiert für die Bibliothek der Auftrag, sich mit anderen Kapuzinerbibliotheken zu vernetzen. Ergebnis ist der Internationale Katalog für franziskanisches Schrifttum[1], der seit 2002 Benutzern online Auskunft über den Buchbestand von 36 Kapuzinerbibliotheken gibt und jedes Jahr erweitert wird. Die Provinzbibliothek ist zudem Mitglied in verschiedenen bibliothekarischen Vereinigungen: Vereinigung Österreichischer Bibliothekarinnen und Bibliothekare, Arbeitsgemeinschaft Katholisch-Theologischer Bibliotheken und der ARGE Ordensbibliotheken.[2]

## Medienbestand
Von ihrem Bestandsaufbau her sind die Klosterbibliotheken der Kapuziner Gebrauchsbibliotheken mit überwiegend theologischer Literatur in den Bereichen Liturgie, Aszetik und Pastoraltheologie. In den Studienhäusern des Ordens besitzen die Bibliotheken den Charakter theologischer Fachbibliotheken mit teilweise spezifischer Ausrichtung.

Die Bibliothek der Kapuziner in Innsbruck ist ein Mischtypus: Klosterbibliothek seit 1604, von 1615 bis 1968 zusätzlich Studienbibliothek und seit 1994 Provinzbibliothek.

Die Schwerpunkte des Buchbestandes liegen im Bereich der Bibelwissenschaft, Geschichte, Biographien, Liturgie, Pastoraltheologie und Spiritualität. Zahlreiche Werke von Kapuziner- und Franziskanerautoren werden nachgewiesen. Der Altbestand, Drucke vor 1800, macht mit 4575 Bänden ca. 10 % des Gesamtbestandes aus. Zusätzlich verfügt die Bibliothek über 278 Inkunabeln.

## Infrastruktur
Die Bibliothek besteht aus einem Leseraum, der als Arbeits- und Veranstaltungsraum dient, und einem Magazin, wo in 59 fahrbaren Kompaktregalen und 7 Standregalen der Buchbestand der Bibliothek aufbewahrt wird.

## Bildgalerie

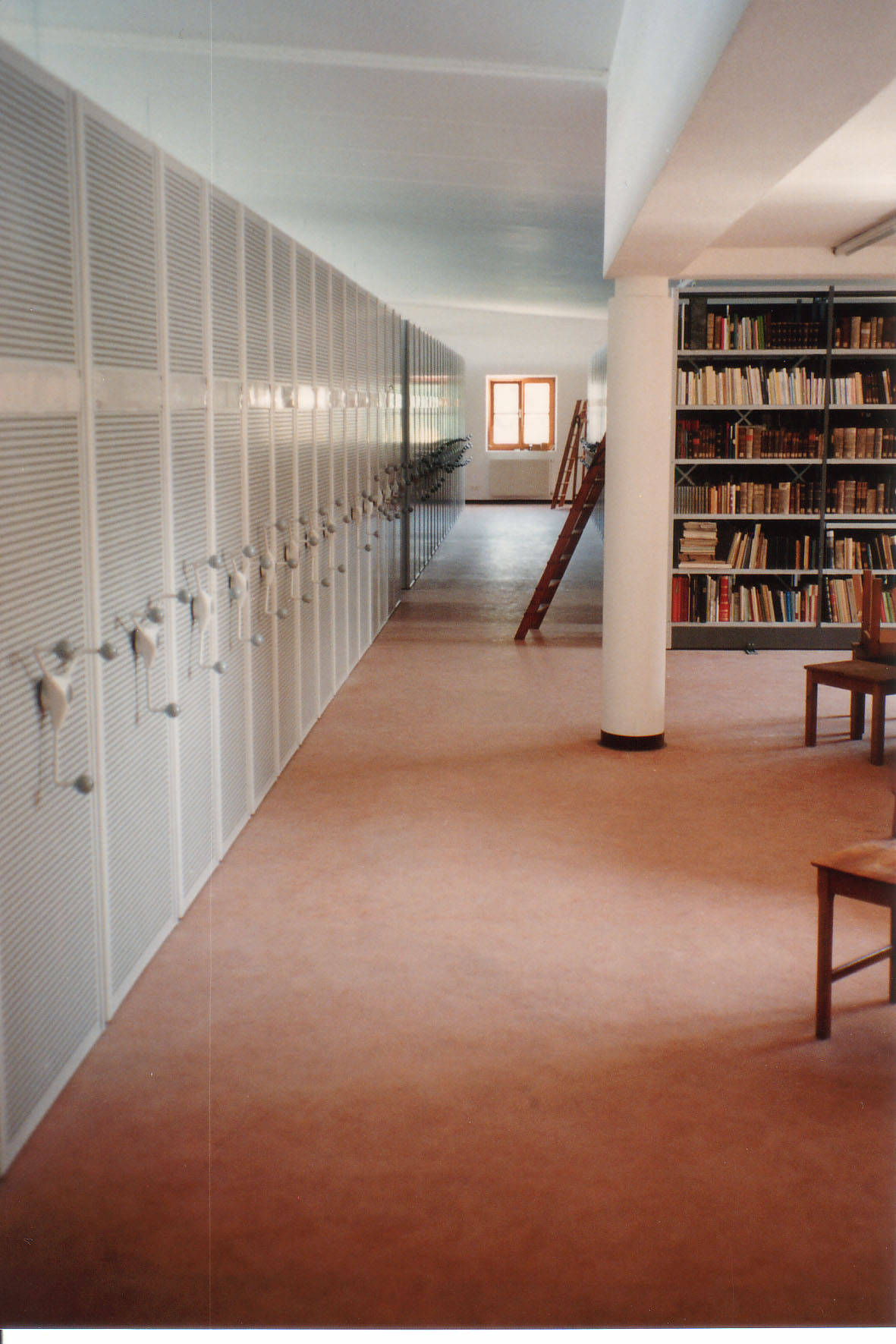
Magazin der Provinzbibliothek der Kapuziner Innsbruck
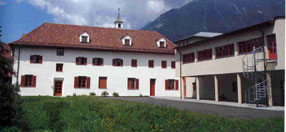
Ansicht der Provinzbibliothek der Kapuziner Innsbruck von der Südseite
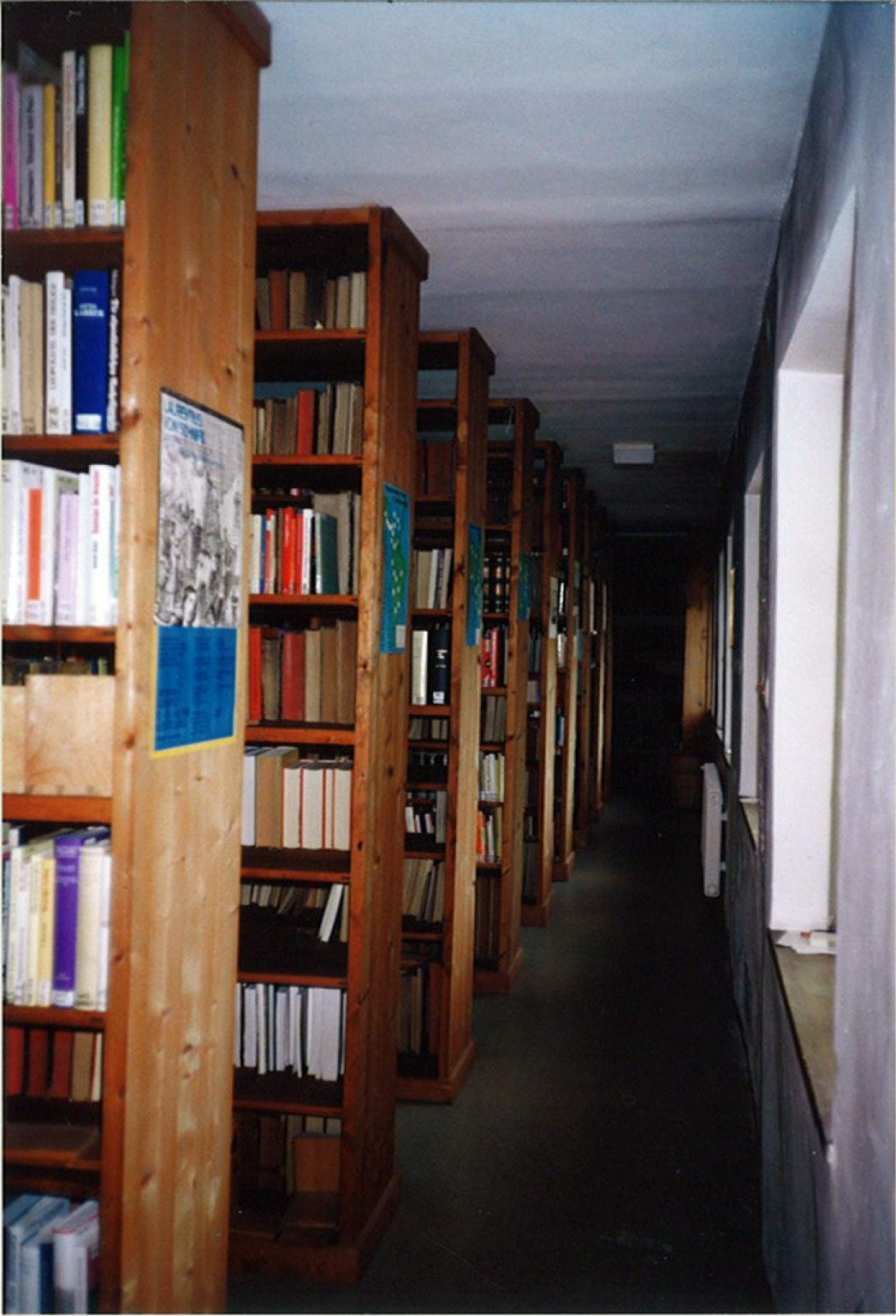
Die Klosterbibliothek der Kapuziner Innsbruck vor dem Umbau 1993/94